# جاده‌های باز
جاده‌های باز (انگلیسی: Open Roads) یک بازی ویدئویی به سبک ماجراجویی است که توسط فول‌برایت توسعه یافته و به‌وسیلهٔ آناپورنا اینتراکتیو در ۲۸ مارس ۲۰۲۴، برای پلتفرم‌های پلی‌استیشن ۴، پلی‌استیشن ۵، ایکس‌باکس سری اکس/اس، نینتندو سوئیچ، و مایکروسافت ویندوز منتشر شد. این بازی در جوایز بازی ۲۰۲۰ معرفی شد و اعلام شد کری راسل و کیتلین دیور به صداگذاری در این بازی می‌پردازند.